# Petrus Franciscus Greive

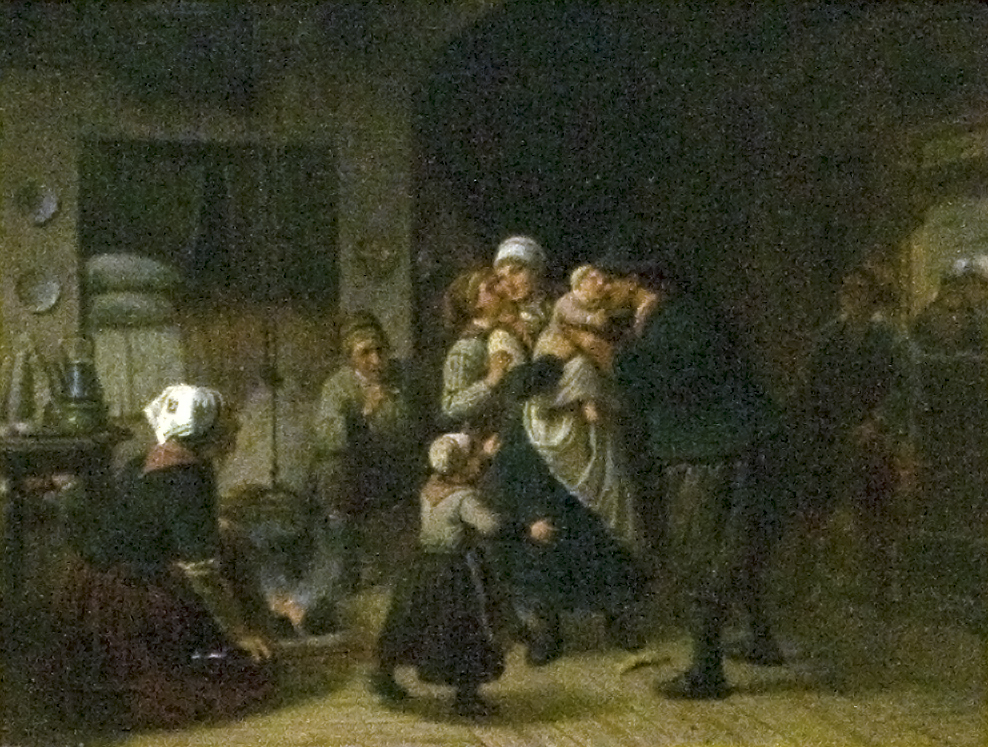
Returno del pescador de arenques (1860), Museo Teylers

Petrus Franciscus Greive (Ámsterdam, 25 de marzo de 1811-ídibem, 4 de noviembre de 1872) fue un pintor y litógrafo holandés.
Estudió en la Rijksakademie con Jean Augustin Daiwaille, Jan Willem Pieneman o Christiaan Julius Lodewijk Portman y fue maestro de August Allebé, Meijer de Haan, Jan Jacob Lodewijk ten Kate, Hein Kever, Betsy Repelius, Hendrik Jacobus Scholten o su sobrino Johan Conrad Greive entre otros.